# Manuel Andújar
Manuel Andújar, né le 4 juin 1996 à Buenos Aires, est un pilote argentin de rallye-raid, en quad. Il est vainqueur du Rallye Dakar 2021 et 2024 dans cette catégorie. Il remporte également la coupe du monde FIM de rallye tout-terrain en 2021 et 2024.

## Palmarès

### Résultats au Rallye Dakar
| Année | Categorie | Marque/Modèle     | Position  | Victoires d'etapes |
| ----- | --------- | ----------------- | --------- | ------------------ |
| 2018  | Quad      | Yamaha            | 29e       | -                  |
| 2019  | Quad      | Yamaha            | 5e        | -                  |
| 2020  | Quad      | Yamaha            | 4e        | -                  |
| 2021  | Quad      | Yamaha            | Vainqueur | 2                  |
| 2022  | Quad      | Yamaha 700 Raptor | Abd.      | 3                  |
| 2023  | Quad      | Yamaha 700 Raptor | Abd.      | 2                  |
| 2024  | Quad      | Yamaha 700 Raptor | Vainqueur | 3                  |